# Рурбанизация
Рурбанизацията е процес на разпространение на градски форми, начин и условия на живот в селска местност. Тя е съставна част на урбанизацията.
Съпровожда се с миграции на градското население към селски селища, пренасяне на стопански дейности в селата, които са характерни за градските селища, повишаване на образованието, културата и промяната в бита на селското население, а също така и в облика и благоустрояването на селските селища.